# 仮面ライダー×仮面ライダー ウィザード&フォーゼ MOVIE大戦アルティメイタム
- 仮面ライダーシリーズ
  - 仮面ライダーウィザード > 仮面ライダー×仮面ライダー ウィザード&フォーゼ MOVIE大戦アルティメイタム
  - 仮面ライダーフォーゼ > 仮面ライダー×仮面ライダー ウィザード&フォーゼ MOVIE大戦アルティメイタム
  - MOVIE大戦シリーズ > 仮面ライダー×仮面ライダー ウィザード&フォーゼ MOVIE大戦アルティメイタム

『仮面ライダー×仮面ライダー ウィザード&フォーゼ MOVIE大戦アルティメイタム』（かめんライダーかめんライダー ウィザードアンドフォーゼ ムービーたいせんアルティメイタム）は、2012年12月8日より東映系で公開された、日本の映画作品。
キャッチコピーは「究極のショータイム、開幕！」、「ウィザード、未来への約束。フォーゼ、5年前の約束。その「約束」を果たすため、いざ決戦の地へ―。」。

## 概要
特撮テレビドラマ「仮面ライダーシリーズ」より、『仮面ライダーウィザード』と『仮面ライダーフォーゼ』をメインとしたクロスオーバー作品。放送中の仮面ライダーと前作の仮面ライダーが共演する「MOVIE大戦シリーズ」の第4弾であり、『ウィザード』としては初の、『フォーゼ』としては4本目にあたる劇場版作品でもある。
MOVIE大戦前作『仮面ライダー×仮面ライダー フォーゼ&オーズ MOVIE大戦MEGA MAX』は5部構成だったが、本作品は『序章』→『フォーゼ編』→『ウィザード編』→『MOVIE大戦』の4部構成となっている。『ウィザード』が作中における現在である2012年を、『フォーゼ』が5年後の未来を舞台とし、それぞれの時代で起きた事件が『MOVIE大戦』パートにつながっていく。また時系列上では本作品より以前に位置する、『フォーゼ&オーズ』や『仮面ライダーフォーゼ THE MOVIE みんなで宇宙キターッ!』における出来事と設定も本作品では反映されている。『ウィザード』はテレビシリーズとの正確な時系列は言及されていないが、第14話にてドーナツ店「はんぐり〜」の新商品として、ポワトリン（後述）の仮面を模した「ポワトリンドーナツ」が登場するという形で、本作品とのつながりが示唆されている。この他、2017年に公開された『仮面ライダー平成ジェネレーションズ FINAL ビルド&エグゼイドwithレジェンドライダー』にも、レジェンドライダーとしてフォーゼやオーズが登場しており、同作品は時系列上では本作品の前日譚に当たる。
ゲストとして『ウィザード編』に『美少女仮面ポワトリン』からポワトリン、『フォーゼ編』に『イナズマン』からイナズマン、さらに本作品における最大の敵として『アクマイザー3』からアクマイザーたちが登場し、過去の『フォーゼ』の劇場版に登場した美咲撫子とインガ・ブリンクのほか、『仮面ライダーW』『仮面ライダーオーズ/OOO』の仮面ライダーや怪人たちが再登場する。また、石ノ森章太郎の漫画作品より、『怪人同盟』や『少年同盟』も生徒たちの組織名として使用されている。
従来の劇場版と同様、現行作品の新ライダー（仮面ライダービースト）が先行登場するほか、劇場版限定・初登場フォーム（仮面ライダーウィザード スペシャルラッシュ、仮面ライダーフォーゼ メテオなでしこフュージョンステイツ）も登場する。また、前作『フォーゼ&オーズ』ではW、オーズ、それにフォーゼの主役ライダー3人が集結したが、本作品ではウィザードを加えた主役ライダー4人と、アクセル、バース、メテオの2号ライダー、そして『フォーゼ&オーズ』に登場したなでしこを加え、昭和期の『仮面ライダー（スカイライダー）』と同様に8人の仮面ライダーが勢ぞろいする。敵側でも『W』に登場したドーパント、『オーズ』からはヤミーが再登場する。
ゲストとして、歌手・タレントのデーモン閣下が「悪魔」つながりでザタン役の声優に起用されているほか、本作品の主題歌も担当している。また、ポワトリン役に入来茉里、イナズマン役に須賀健太がそれぞれ起用されている。そのほか、作中への出演ではないが、舞台挨拶では『ポワトリン』で主演を務めた花島優子がポワトリンの戦闘服を着て登場した。
『フォーゼ』パートの脚本は、『フォーゼ』のメインライターであった中島かずきが担当。中島は、テレビシリーズ最終回で理事長の卒業式をやったため、弦太朗たちの卒業は『電磁戦隊メガレンジャー』ですでに同様のことをしていたため、卒業後の話を描くこととなった。青春学園ものとして熱血教師を描くこととなり、これまでは弦太朗が友達になるという話であったが、自分が友達になっても解決しないシチュエーションとして、教師になったことで生徒同士を和解させて友達になるのを助けるという構図となった。『デビルマン』のように、神と悪魔が戦うという話から超能力者に行き着き、人間に与する者と人間を否定する者の戦いとして、『イナズマン』ということとなった。
『ウィザード』パートと『MOVIE大戦アルティメイタム』パートの脚本は、『ポワトリン』のメインライターであった浦沢義雄が担当。浦沢は、ウィザードが妊娠する話や集合したライダーが野球をやる話などをやりたかったが却下されたと述べている。

### 続編構想
『フォーゼ THE MOVIE』に登場したキョーダインが、回路を改造されてヒーロー側として登場し、本作品に登場したイナズマンやアクマイザーと共演する、という続編構想も存在した。本作品と同時期に公開された映画『アベンジャーズ』にかけて、この構想は「石ノ森アベンジャーズ」とされており、財団Xとの戦いに終止符を打つために、これら二作品に監督として携わった坂本などが実現に向け働きかけた。そのため、本作品のラストでは『アイアンマン』のサミュエル・L・ジャクソンのように「キョーダインの残骸を月面で何者かが拾うシーン」を入れたかったが、却下されたという。
ビジネス的な面などで難しく実現には至らなかったこの構想だが、結果的には『特捜戦隊デカレンジャー 10 YEARS AFTER』の成功と併せて、Vシネマ『スペース・スクワッド』シリーズへと繋がった要因のひとつになったとされている。

## ストーリー
序章
アクマイザーと呼ばれる魔界の者たち、ザタン・イール・ガーラが地の底から甦り、太古の昔に目論んだ地上侵略を再開した。
アクマイザーたちは秘術を使用し、歴代ライダーたちと戦ったドーパント・ヤミー・ゾディアーツといった怪人たちを続々と生み出していく。

『仮面ライダーフォーゼ』
天ノ川学園高等学校で起こった仮面ライダー部とホロスコープスの戦いから5年後。卒業したライダー部の面々がそれぞれの道を歩む中、如月弦太朗 / 仮面ライダーフォーゼは天高の教師となり、宇宙仮面ライダー部も部員1名でありながら健在していた。
そんな中、天高に潜む謎の集団怪人同盟が旧人類に代わって世界を支配しようと暗躍を始める。

『仮面ライダーウィザード』
ファントムたちの陰謀を食い止めるために日々戦っている、指輪の魔法使いこと操真晴人 / 仮面ライダーウィザード。そんなある日、モンスターを無限に生産するマシンによって騒動が発生する。
事件解決のため、ある人物のアンダーワールドへ侵入した晴人たちは、そこで魔法使いの上村優 / 美少女仮面ポワトリンと出会う。

『MOVIE大戦アルティメイタム』
フォーゼ・ウィザード、2人のライダーの戦いが交わった時、アクマイザーの野望も最終局面を迎えようとしていた。そこへメテオとなでしこ、そしてリングの力で生み出された幻影のオーズ・バース・W・アクセルといった歴代ライダーたちも加わり、8大ライダーは仮面ライダー史上に残る怪人大軍団との究極バトルに挑む。

## 登場人物
本作品オリジナルの登場人物のみ記述。
『仮面ライダーウィザード』の登場人物については、仮面ライダーウィザードを参照。『仮面ライダーフォーゼ』の登場人物については、仮面ライダーフォーゼを参照。『仮面ライダーオーズ/OOO』の登場人物については、仮面ライダーオーズ/OOOを参照。

### 『仮面ライダーフォーゼ』の主な登場人物
大木 美代子（）
弦太朗が担任を務める1年A組の生徒で、愛称は「ミヨッペ」。宇宙仮面ライダー部の唯一の部員でもあり、弦太朗とは教師と生徒という間柄ながらも、面と向かって「ゲンちゃん」と呼んでいる。
ユウキに強く憧れて宇宙飛行士になる夢を見ており、ユウキを彷彿とさせる明るく元気な少女だが、三郎に対しては彼の持つ超能力を不気味がり、当初は「化け物」呼ばわりするなど偏見を抱いていた。後に弦太朗や賢吾の説得を経て、最終的には自分を助けてくれた三郎と友達になり、新たに少年同盟として再出発を決めた三郎たちを、ライダー部としてバックアップしていくことを決意した。
- 名前の由来は漫画『イナズマン』のミヨッペ。

#### 怪人同盟とその関係者
- 怪人同盟のメンバーは、オーディションによって選ばれた[12]。

風田 三郎（） / サナギマン / イナズマン
1年A組に在籍する超能力を持った問題児で、怪人同盟のリーダー。
自分を含めた超能力者たちを「新人類」と称し、弦太朗や美代子らを「旧人類」と見下すなど、表面上は傲慢な性格であるかのように振舞っているが、一方では繊細な心の持ち主でもあり、小学生時代から自分の超能力を家族やクラスメイトたちなどに疎んじられてきた経緯から、深い悲しみや葛藤を抱えていた。怪人同盟のメンバーを除く周囲の人間への不信感も、そのトラウマに起因したものである。
物語の始まる5年ほど前に瑠美、大太、誓夫と共に、アクマイザーによってゲートとしてさらわれている。
- 序盤での弦太朗との逃走劇は、パルクールを取り入れている。この要素は本来、坂本が監督を務めた映画『仮面ライダーW FOREVER AtoZ/運命のガイアメモリ』内において、NEVERメンバーの誰かにパルクールさせるという案が実現できなかったため、そのアイディアを本作品にて達成させたものである。
- 名前の由来は漫画『イナズマン』の風田サブロウ。

『仮面ライダー×スーパー戦隊×宇宙刑事 スーパーヒーロー大戦Z』
フォーゼを助けるため登場。イナズマンは、フォーゼの危機を救う際「先生」と呼ぶなど、本作品の延長線上にある存在であることを窺わせている。時系列上では弦太朗はまだ三郎と出会っていないため、イナズマンに先生と言われたフォーゼは戸惑っていた。

小巻 瑠美（）
怪人同盟の紅一点で、愛称は「ルビィ」。サブリーダー的存在であり、演説じみたことも行う。
戦闘では他のメンバーと違い、優雅な振る舞いでサイコキネシス（念動力）などの超能力を駆使し、他人をマインドコントロールして操るなど、極力自らは手を汚さない遠距離戦法を用いる。ヘラクレス・ゾディアーツとの戦闘では美羽とタッグを組んでダスタードと戦う。
- 原典は漫画『イナズマン』のルビィ。
- 小牧瑠美役のオーディションには、実際に選ばれた山谷花純のほか、今野鮎莉や飯豊まりえも参加していた。
- 演じた山谷花純は、本作品をきっかけに『白魔女学園』（および続編の『白魔女学園 オワリトハジマリ』）や『宇宙刑事シャイダー NEXT GENERATION』・『モブサイコ100』など、坂本の監督作品に出演することとなる。

近藤 大太（）
怪人同盟のメンバーで、愛称は「コング」。メンバー1の巨漢で、戦闘においては超能力だけでなく、持ち前の怪力を生かした力技も得意とする。
あまりしゃべることは無く、口を開いても大半は「ウホッ」という口癖のみ。
- 原典は漫画『イナズマン』のコング大王。
- 演じたキャッチャー中澤は、本作品をきっかけに『ウルトラマンジード』や『モブサイコ100』など坂本の監督作品に出演することとなる。

『仮面ライダージオウ』
2018年の天高生徒で、歴史改変の影響により仮面ライダー部に所属している。ネズミとともに、変身解除したソウゴとゲイツを仮面ライダー部に案内した。同作品では本作品とは異なり、喋り方も普通なものとなっている。

根津 誓夫（）
怪人同盟のメンバーで、愛称は「ネズミ」。小柄ですばしっこい。
一見ひ弱そうな外見だが、宇津木遥やダスタードと互角に渡り合う腕っ節の持ち主であり、コングとタッグを組むこともある。
またネズミの声のような掛け声を発することも多いが、コングと異なり普通に喋るシーンが存在する。
- 原典は漫画『イナズマン』のチカメネズミ。

『仮面ライダージオウ』
2018年の天高生徒で、歴史改変の影響により仮面ライダー部に所属している。コングとともに、変身解除したソウゴとゲイツを仮面ライダー部に案内した。

番場 影人（） / ヘラクレス・ゾディアーツ
ヘラクレス・ゾディアーツに変身する男。表向きは「怪人同盟」や超能力者たちを支援している超能力研究者だが、その実態は国際犯罪組織のボスであり金の亡者でもある武器商人。三郎たちに近づいたのも彼らを超能力兵士として売り飛ばすためだった。ライダー部によって自らの本性が暴かれた後、悪あがきとしてライダー部や怪人同盟、それに超能力者たちにダスタードを差し向け、自らは美代子を人質にとって逃亡し、追跡してきたメテオを軽くあしらうも、三郎が変身したイナズマンに圧倒され敗北。最後は流星に逮捕された。
劇場パンフレットやディレクターズカット版の追加シーン、およびパーフェクトパック初回限定特典の復刻台本によると、元はホロスコープスの構成員として、コズミックエナジーによる人類の強制的進化（＝ゾディアーツ）に関する研究に携わっていたが、後に研究途上で超能力開発に乗り換えたため、我望をはじめとするかつての同志と袂を分かったという過去を持つ。またディレクターズカット版の追加シーンでは、『仮面ライダーエターナル』に登場した超能力兵士クオークスを育成する超能力研究施設ビレッジにも所属していたことが、JKの台詞によって示唆されている。
- 苗字は『イナズマン』の敵組織「新人類帝国」の首領・帝王バンバのオマージュ。

### 『仮面ライダーウィザード』の主な登場人物
上村 優（） / 美少女仮面ポワトリン
アクマイザーによってさらわれたゲートの1人。自身のアンダーワールドで美少女仮面ポワトリンに変身する。晴人のことを「ハル君」と呼ぶ。
現実では平凡なOLだったらしく、アンダーワールドに住み着くこととなるが、その裏でザタンによる精神支配を受けていた。
原典と違い自身の正体に関するペナルティなどはないため、自分がポワトリンであることを隠していない。
その正体は、晴人が利用しているドーナツ屋「はんぐり〜」の店長の若き日の姿。その事実を知った晴人は困惑と同時に、ある種の絶望に見舞われていた。
- 原典は、『美少女仮面ポワトリン』のポワトリンこと村上ユウコ。

## 登場ヒーロー
本節では、本作品のオリジナルキャラクターおよびフォームについて記述する。サナギマンとイナズマンについては、イナズマン (架空の人物)を参照。

### 仮面ライダー

#### 仮面ライダーフォーゼ メテオなでしこフュージョンステイツ
なでしこの力がメテオフュージョンステイツに加わって生まれたフォーゼの新たな強化形態。
外見上は『みんなで宇宙キターッ!』に登場したメテオフュージョンステイツがベースとなっており、変身にもフォーゼドライバーに装填したフュージョンスイッチの力を用いるが、前述の複眼の色の変化に加えて、両腕に銀色を基調としたなでしこロケットモジュールが現出し、フォーゼドライバーには×のソケットに新たになでしこスイッチがセットされている。さらに変身した際には宇宙を背景にフォーゼにメテオとなでしこの幻影が一体化し、メテオフュージョンステイツと同様に青・紫・金色の風に包まれる。
なでしこスイッチをONにすることで、両脚部にスキー板型のジェットノズルであるホバリングリフターが装着される。この後部にある小型ジェットノズル・グロウンスプリンターの噴射による音速をも凌駕する推進速度と、両腕のなでしこロケットモジュールによる変幻自在な空戦能力を併せ持ち、なでしこロケットモジュールをミサイルのように飛ばすことができるなど、遠距離にも対応した攻撃が出来る。
- なでしこロケットモジュールは、『スーパーヒーロー大戦』のロケットドリルゴーバスターオー用のロケットモジュールのプロップをなでしこカラーにリペイントしたもののため、原典よりもやや大ぶりとなっている[23]。ホバリングリフターは、スキー板は新規造形で、足の接続部は右脚用のみ新規造形で、ボードモジュールのものを転用している[24]。ピンディングなどはなく、足に繋がるパーツであるサスペンションリフトはボードモジュールと同一のディテールで、ベルクロで固定しているため、着脱は簡単にできる[25]。

必殺技
ライダー（ダブル）ロケットミサイル
右腕あるいは両腕のロケットモジュールをミサイルの要領で撃ち出す。一度射出しても自動的に腕に戻り、連発も可能である。
ライダーアルティメットクラッシャー
ロケットステイツの必殺技ライダーきりもみクラッシャーの要領で、錐揉み回転しながらキックを放つ。

#### 仮面ライダーウィザード スペシャルラッシュ
ウィザードの特殊強化形態。オールドラゴンの色違い。変身時の呪文の詠唱は「スペシャルラッシュプリーズ！フレイム！ウォーター！ハリケーン！ランド！」。
変身にはポワトリン＝優が最後に託したスペシャルラッシュウィザードリングが用いられる。外見はオールドラゴンに近似しているが、それよりも炎のエレメントが格段に強化されておりウィザードラゴンの各部位がそれぞれ赤い色に変化したラッシュスカル・ラッシュテイル・ラッシュウィング・ラッシュヘルクローに強化され、常にウィザードラゴンの全ての力が具現化した状態となっている。
これらの部位にはそれぞれ炎のエレメントも付加され、ウィザードラゴンと同等の能力を有しており、鋭い刃と化すラッシュウィングによる高い飛翔能力や、ラッシュテイルによる炎を纏った刺突、ラッシュヘルクローによる炎を纏った切り裂き攻撃、それにラッシュスカルによる強力な火炎放射といった豊富な攻撃手段を備え、一挙にウィザードラゴンの全能力を解放することで従来のスタイルをも上回る戦闘能力を発揮する。
- 当初はウィザードの映画用フォームが登場する予定はなかったが、坂本の要望で新スタイルを最後に登場させるものとなり、映画限定にするためにオールドラゴンとは色を変えている[29]。

必殺技
ストライクウィザード
全スタイル共通の技。右足に炎のエレメントを纏い、ラッシュウィングで飛翔しながら足元に出現した魔法陣と共に跳び蹴りを放つ。

### 美少女仮面ポワトリン
上村優が変身する魔法使い。「コスモマジックメタモルフォーゼ!!」の掛け声とともにオルゴールペンダントで変身する。
自身のアンダーワールドで、「理想の自分」を思い描いた姿であり、「ご町内の平和を守るために怪人と戦う」という設定の元で動いている。魔法を得意とする他、新体操の動きを取り入れた戦闘スタイルで、短剣状の武器ベルサーベルから魔法を放ち、その先端からはリボンを出すことも出来る。キャストである入来茉里がかつて新体操選手であったため、変身後のアクションもスタント無しで自ら演じている。
原典と同様に、「愛ある限り、戦いましょう。命、燃え尽きるまで!」や「たとえ○○が許しても〜が許しません!」といった決め台詞も発する。衣装なども概ね原典のそれに近い物となっているが、ブーツの形状（特に靴底）や手袋の長さ、袖とタイツの有無などで差異が見られる。
- 宇都宮のサプライズで、魔法使い繋がりであることから登場することとなった[9]。

## 怪人
アクマイザーの他、ファントムが登場（ファントムについては仮面ライダーウィザードを参照）。また、無限モンスタープラントの力で生み出された怪人としてゾディアーツ、ヤミー、ドーパントも登場（無限モンスタープラントの力で生み出された怪人については、仮面ライダーシリーズ登場怪人一覧を参照）。
本節では、本作品オリジナルの怪人・アクマイザーについて記述する。

### アクマイザー
数千年前に地の底に追いやられて魔界と呼ばれる世界に封印された種族で、こちらの世界にいた際は「悪魔」として伝説に残っている。多数の個体が存在するようだが、登場したのは下記の3人のみで、他の個体の状況については作中では描写されていない。またファントムとは別種族でもある。
- 原典は、『アクマイザー3』[3]。『デビルマン』のように、神と悪魔が戦うという話になったため、敵が悪魔ということからアクマイザーになったという[6]。
  - 設定としては、原典のザビタンが正義に目覚めなかったらというものである[31][9]。
  - ストレートに原典のアクマイザー3を今風の敵クリーチャーにアレンジしているが、S.I.C.と重複しないようにあえて横に置きながらデザインしていったが、監督の坂本から原典と同様の色でもいいと言われたため、原典のアクマイザー3の資料を基にブラッシュアップしている[32][33]。
- ジャンケルと呼ばれるサーベル状の魔剣、それに強力な魔力を操り、並のファントムやゾディアーツをも凌ぐほどの戦闘能力を有する。
  - ジャンケルは魔法を使う悪魔のフェンシングの剣という設定のため、魔法陣がカバーに入っており、魔宝石が剣の中心に埋め込まれた個々のイメージカラーのものとなっており、個々で持ち手部分のデザインが異なる[出典 1]。

ザタン
アクマイザーのリーダー格。一人称は「俺」。残忍で粗暴だが、同族への仲間意識が強く仲間のミスを受け止め、また敵対者ながら高い実力を見せる晴人を勧誘するなど、その度量の深さや手腕はイールやガーラも心酔するほどである。
個々が強力なアクマイザーの中でも擢んでた強さの持ち主で、専用のジャンケルザラードによる荒々しくも華麗な剣捌を繰り出し、両肩から無数の魔力弾を乱射するザタンノヴァも攻撃に用いる。さらにイールとガーラにアシスタントさせたジャンプ突進攻撃悪魔陣アタックの威力も凄まじく、幾度もウィザードを打ち破っている。攻撃以外では強力な精神操作を得意とし、人間の精神を一瞬で支配できる。
自分たちを深き地底に追放した人類への復讐を誓い、ファントムと結託した上で人類滅亡と地上征服を目論む。その手始めに無限モンスタープラントを作り、歴代の仮面ライダーに倒された怪人を復活させた。
- 原典である『アクマイザー3』のザビタンに相当するキャラクターである。

イール
アクマイザーの一人。一人称は「拙者」、語尾は「御座る」で「どんなもんじゃい」が口癖。ザタンの右腕的存在であり、ザタンに対しては強い忠誠心を見せる。
侍じみた振る舞いや話し方など、アクマイザーの中でも気品が溢れた性格の持ち主であり、自分が倒された時も相手に「お見事」と賞賛の言葉を送るなどその姿勢は一貫している。また目的のためなら手段を選ばぬ、合理主義的な一面を覗かせることもある。
専用のジャンケルイラードによる剣術を繰り出す他、忍者の如き身軽さを活かした攪乱や、巨大化させた背中の翼による自在な飛翔、それに空中からの奇襲攻撃を得意とする。攻撃以外では時空を越える力も有している。
計画の仕上げとなるゼーバーを入手すべく、5年後の世界へ時間跳躍してきた。
- 原典である『アクマイザー3』のイビルに相当するキャラクターである。

ガーラ
アクマイザーの一人。頑丈な筋肉と鎧で覆われた屈強な体躯の持ち主で、ザタンに対する信頼も強く自らの身を呈して守る一幕も見られた。反面知性に乏しく、「〜なんだなぁ」という口癖からも窺えるようにのんびり屋なところもある。結婚式の神父に扮したりと、アクマイザーの中でもコミカルな一面を見せることが多い。
専用のジャンケルガラードによる剣術も駆使するものの、最大の武器は驚異的な怪力と耐久力であり、豪腕を振り回しての肉弾戦や重量を活かしたプロレス技のような格闘術を得意とする。その怪力は腕の拘束を解除することでさらにパワーアップする。水をエネルギーとしており、時折携帯している水筒から水を補給する。
- 原典である『アクマイザー3』のガブラに相当するキャラクターである。
水を補給する描写は脚本にはなく、スーツアクターを務めたおぐらとしひろが原典を踏襲して提案したもので、水筒もおぐらが自ら小道具に依頼したものである。

ガーラッチョ
悪魔力でガーラが変身する巨大な怪鳥。
高層ビルにも匹敵するほどの巨体の持ち主でもあるが、ダチョウのように2足歩行で素早く駆け回り、口から火球を吐き散らして攻撃する。
- 原典である『アクマイザー3』のガブラッチョに相当するキャラクターで、デザインに加えて巨体であるという点などに差異が見られる。

#### アクマイザーの戦力
無限モンスタープラント
5人のゲートの魔力を利用して怪人たちを作りだす装置。ゲートを目覚めさせない限り、文字通り怪人たちが「無限」に生み出される。劇中ではドーパントやヤミー、ゾディアーツが生み出された。

装甲車（アクマイザー装甲車）
アクマイザーの移動要塞ともなる攻撃用大型トレーラー。
様々な攻撃用の装備を搭載しており、前部や背面、機銃座に怪人が配置、搭乗することにより、強力な光弾など全範囲に対応した攻撃を可能とする。また、内部には特殊な異空間が広がっている。
- 仮面ライダーたちのバイクとの戦いのイメージソースは、洋画の『マッドマックス2』。
- ラフデザインは坂本が描き、美術の大嶋がそれを基に仕上げている。
- 劇用車は、パーツが大きかったため、公道を走れず、撮影時には別のトラックに外したパーツを載せて、再度現場で組み立てている。また、撮影後に坂本がロケ地として多用しているサバイバルゲーム場に蔵置されており、後に同所で撮影されたVシネマ『宇宙戦隊キュウレンジャー Episode of スティンガー』に映り込んでいる。

ザイダベック
半壊した装甲車が、ゼーバーによるザタンの魔力によって変化した巨大な空中戦艦。大口を広げた怪魚のような外観を持つ。
口部から放つエネルギー弾といった様々な攻撃手段を持ち、ライダーたちを苦しめる。
- 原典である『アクマイザー3』のザイダベック号に相当する戦力である。
  - ザイダベック号を現代的なディテールでリデザインしたもの。
  - 当初の台本段階では登場させる予定がなく、佛田と坂本の打ち合わせの際に、坂本から提案したという。

### ヘラクレス・ゾディアーツ
番場影人が変身する、ヘラクレス座のゾディアーツ。
他のゾディアーツと同様、変身にはゾディアーツスイッチを用いるが、我望の元にいたころよりコズミックエナジーに精通しているため、ダスタードを生み出すなどホロスコープスにも匹敵する能力を備えている。
- 武器である棍棒タイラントにはフォーゼやメテオに倒されたホロスコープスの残留エネルギーが宿っており、重量級の攻撃を繰り出す他、大地に叩きつけて放つ衝撃波で、遠距離の敵へも対応出来る。
  - デザイン画のメモには、ホロスコープスの残留思念がマテリアライズしたものと書かれている[46]。タイラントには、12星座の刻印付きのバレットが打ち込まれている[46]。
- デザインベースはオリオン（赤鬼）、ペルセウス（青鬼）に引き続いて緑鬼[32][33]。また、人型ゾディアーツに刻まれているトリゴン・タイルが両肩にある[46]。
  - ヘラクレスのため神様系ではあるが、ヘラクレスオオカブトの意匠も加えている[32][33]。
  - 獅子座の毛皮を着ている神話のヘラクレスということから、レオ・ゾディアーツと同じデザインのスカートにしており、腰回りにレオ・ゾディアーツの顔をモチーフとした前当てを入れている[32][33]。

『ロストヒーローズ2』
ダウンロードコンテンツ限定で登場。ミュータントではなく、ウルトラ少年（ウルトラマン）を超能力者として利用する。

## 用語
ゼーバー
番場影人がイールの依頼を受け、5年の歳月をかけて開発した能力増幅器。アクマイザーの計画に利用するため、イールが持ち去ってしまう。
- 由来となったのは『イナズマンF』のゼーバー。原典では主にイナズマンが使用したが、本作品ではサナギマンが使用する。

ゼーバー製造器
文字通り、ゼーバーを作り出す機械。これにゼーバーをセットし、超能力者たちの膨大なサイコウェーブを受けることでゼーバーが完成する。作中では赤い溶液で満たされた箇所にゼーバーがセットされていたが、他の部位の機能については特に言及されていない。

ゼーバーコネクトパッチ
正方形の特殊パッチで、配線に似た赤い模様が描かれている。これを付けることによりゼーバーとリンクし、より高い効力を引き出すことが出来るとされるが、実際には貼られた者が番場の操り人形になってしまうという、洗脳パッチとしての側面も持っていた。

サイコウェーブ放射装置
ゼーバーを利用し増幅した衝撃波を発生させて放つ、巨大なアンテナ状の装置。作中では本来ヘラクレス・ゾディアーツが使用を企図するも、彼が倒された後にイールが起動させ、ユウキの搭乗する帰還船を狙撃した。もっとも間一髪のところでユウキはなでしこに救出されており、装置もなでしこによって破壊されている。

なでしこスイッチ
アストロスイッチの一つ。フュージョンスイッチの起動と共に実体化し、メテオなでしこフュージョンステイツに変身する際に使用された。なでしこのボディーである青と銀、ピンクのカラーリングとなっており、形状はランチャースイッチに酷似したものとなっている。スイッチをON状態にすることにより、前述のホバリングリフターを装備する。メテオスイッチを抜かれたメテオと同様、このスイッチが体外に出たなでしこは変身が強制解除される。

### リング
レジェンドライダーウィザードリング
後述の各ライダーの顔を模したウィザードリング。
幼少期の三郎たちの前に現れた左翔太郎、フィリップ、照井竜、火野映司、後藤慎太郎の幻影が手渡したもので、ウィザードライバーにかざすことによりW、アクセル、オーズ、バースをアンダーワールドに召喚することができる。
ディレクターズカット版のオーディオコメンタリーによれば、これらのウィザードリングで召喚されたライダーたちは魔力で召喚された存在であり、各作品のテレビシリーズや劇場版の設定と矛盾しない。これについて監督の坂本浩一は前作『仮面ライダー×仮面ライダー フォーゼ&オーズ MOVIE大戦MEGA MAX』で、テレビシリーズ最終回の設定上見送られたプトティラコンボを出したかったことへのリベンジであると述べている。
『仮面ライダーバトル ガンバライド』関連のオリジナルアイテムレジェンドライダーリングを映像作品に逆輸入したものであり、同様のケースは『フォーゼ&オーズ』でのライダーのコアメダル・アストロスイッチに続いて2度目となる。
『仮面ライダーウィザード』
テレビシリーズ52話、53話で同様のリングが登場。同作品ではクウガからフォーゼまでの、13人の主役ライダーの顔を模したリングで、それぞれのライダーの頭部に合わせた彩色も施されているが、ライダーを召喚できるなどの共通点もある。
テレビシリーズのライダーリングは、アマダム（同話数の敵）が倒されると、消滅した。
詳しくは仮面ライダーウィザード#用語を参照。

フォーゼエンゲージウィザードリング
フォーゼの顔を模したエンゲージウィザードリング。
2017年からやって来た弦太朗がなぜか持っていたもので、コズミックスイッチと併用することにより、通常のエンゲージリング同様にフォーゼがアンダーワールドに侵入することができる。一連の戦いにおいてフォーゼが助けに来ることが分かった晴人が、あらかじめ2012年の弦太朗に渡していたことが判明したが、大元の出所については劇中では言及されていない。

フォールウィザードリング
床や壁に穴を開け、そこから別の場所へすり抜けることが可能なウィザードリング。劇中では装甲車の車体に穴を開けて内部に入るのに使用された。後に、『劇場版 仮面ライダーウィザード in Magic Land』にも登場。
『仮面ライダーウィザード』
テレビシリーズ第29話に登場。ファントムのスプリガンをゲートの中本治から引き離すため、自分もろとも下の階に移動させた。

タイムウィザードリング
開いたタイムゲートによって時間移動することが可能なウィザードリング。劇中ではイールの時間移動によって現在にやって来た、5年後の弦太朗たちを元の時代に帰すために使用された。
『小説 仮面ライダーウィザード』
晴人の意向により本作品以降は使用を封じたことが、同作品の中で言及されている。

スペシャルラッシュウィザードリング
ポワトリン＝優の最後の魔法の力で精製された特殊なウィザードリング。ウィザードライバーにかざすことでウィザード スペシャルラッシュに変身する。リングにはドラゴン系スタイルの胸部に描かれているウィザードラゴンの顔が刻まれており、リングの四方には基本スタイルの顔の形が配置されている。

## キャスト

### 『仮面ライダーフォーゼ』
- 如月弦太朗 / 仮面ライダーフォーゼ - 福士蒼汰
- 歌星賢吾 - 高橋龍輝
- 城島ユウキ - 清水富美加
- 朔田流星 / 仮面ライダーメテオ - 吉沢亮
- 風城美羽 - 坂田梨香子
- 大文字隼 - 冨森ジャスティン
- 野座間友子 - 志保
- JK - 土屋シオン
- 佐竹剛 - 神保悟志
- 宇津木遥 - 長澤奈央
- 風田三郎 / サナギマン / イナズマン - 須賀健太
- 番場影人 / ヘラクレス・ゾディアーツ - 遠山俊也
- 大木美代子 - 足立梨花
- 小巻瑠美 - 山谷花純
- 近藤大太 - 中澤兼利
- 根津誓夫 - 原勇弥
- 美羽のマネージャー - 島津健太郎
- ギャングのボス - チャック・ジョンソン
- スポーツ雑誌記者 - 荒井奈緒美
- アナウンサー - 久保田直子（テレビ朝日）
- 諸田先生 - 諸田敏[注釈 1]
- インガ・ブリンク - 原幹恵
- 美咲撫子 / 仮面ライダーなでしこ - 真野恵里菜
- 大杉忠太 - 田中卓志（アンガールズ）

### 『仮面ライダーウィザード』『MOVIE大戦アルティメイタム』
- 操真晴人 / 仮面ライダーウィザード - 白石隼也
- コヨミ - 奥仲麻琴
- 奈良瞬平 - 戸塚純貴
- 大門凜子 - 高山侑子
- 上村優 / 美少女仮面ポワトリン - 入来茉里
- 幼い三郎 - 渋谷樹生
- 幼い瑠美 - 芳賀栞
- 幼い大太 - 坂本大河
- 幼い誓夫 - 阿久津秀寿
- メデューサ / ミサ - 中山絵梨奈
- フェニックス / ユウゴ - 篤海
- 署長 - 小宮孝泰
- ドーナツ屋店員 - 田谷野亮
- ドーナツ屋店長 - KABA.ちゃん
- 輪島繁 - 小倉久寛
- 火野映司 / 仮面ライダーオーズ - 渡部秀（友情出演）

### 声の出演
- 仮面ライダー - 田丸篤志、田坂秀樹、間島淳司（仮面ライダーW[48]）
- 怪人 - 大村亨、穴井勇輝、津留崎明広、竹内裕美、中澤匡智、山根剛、木村大介、前川綾香
- 仮面ライダービースト - 永瀬匡[注釈 11]
- ワイズマン - 古川登志夫
- ガーラ - 三ツ矢雄二
- イール - 関智一
- ザタン - デーモン閣下
- ガイアメモリ音声 - 立木文彦[注釈 1]
- オースキャナー音声 - 串田アキラ[注釈 1]

### スーツアクター
ガーラ役のおぐらとしひろは元々『アクマイザー3』を愛好しており、本作品でアクマイザー3のリメイクキャラクターが登場することを聞きつけた際は、自ら監督の坂本に電話し、ガーラ役を得た。
- 仮面ライダーウィザード[49][50]、仮面ライダーフォーゼ[49][50] - 高岩成二
- イナズマン[49][51] / サナギマン[49][51]、フェニックス[49]、仮面ライダービースト[49] - 渡辺淳
- 仮面ライダーメテオ[49]、仮面ライダーオーズ[49] - 藤井祐伍
- 仮面ライダーなでしこ[49] - 藤田房代（BOS Action Unity）
- 仮面ライダーフォーゼ[50]、ヘラクレス・ゾディアーツ[49] - 高田将司
- ザタン[49] - 岩上弘数（BOS Action Unity）
- イール[49][52] - 羽賀亮洋（BOS Action Unity）
- ガーラ[49][40]、メデューサ[49] - おぐらとしひろ
- 吹替え[53]、過去怪人[53]、他[53] - 藤田慧
- 岡田和也
- つちださゆり
- 今井靖彦
- 押川善文
- 大藤直樹
- 渡辺実
- 蜂須賀祐一
- 竹内康博
- 村岡弘之
- 藤榮史哉
- 本多剛幸
- 橋口未和
- 佐藤義夫
- 向田翼
- 田中宏幸
- 五味涼子
- 高橋玲
- 細川晃弘
- 神前元
- 白崎誠也
- 大岩剣也
- 寺本翔悟
- 松本竜一
- 井口尚哉
- 徳田忠彦
- 中田裕士
- 柏木佑太
- 松村凌太郎
- 喜多川2tom
- 的場耕二
- 渡邉昌宏
- 神尾直子
- 橋本恵子
- 金田進一
- 内川仁朗
- 岡田貴善
- 片伯部浩正
- 伊藤茂騎
- 松本拓巳
- 松岡千尋
- 安永晃
- 原隆太
- 辻将太
- 中山甲斐
- 白尾聡洋
- 古屋貴士
- 北山竜一
- 関口昭光
- 相馬絢也
- 矢部敬三
- 金子起也
- 松本直也
- 関谷健利
- 草野伸介
- 大河平レオン
- 岩井潤一
- 加藤勉
- 河合健志
- 中島輝明
- 近藤知行
- 内山大輔
- 伊藤久二康
- 田中信彦
- 林潔
- 中澤まさとも
- 杉口秀樹
- 市山英貴
- 南辻史人
- 田中大登

## スタッフ
- 原作 - 石ノ森章太郎（石森章太郎プロ）
- 脚本 - 浦沢義雄（ウィザード、MOVIE大戦アルティメイタム）、中島かずき（フォーゼ）
- 音楽 - 中川幸太郎、鳴瀬シュウヘイ
- 製作 - 鈴木武幸（東映）、平城隆司（テレビ朝日）、日達長夫（東映ビデオ）、和田修治（アサツー ディ・ケイ）、木下直哉（木下工務店）、古澤圭亮（バンダイ）
- 企画 - 白倉伸一郎（東映）、桑田潔（テレビ朝日）、加藤和夫（東映ビデオ）、松下洋子（アサツー ディ・ケイ）、天野智弘（木下工務店）、小野口征（バンダイ）
- エグゼクティブプロデューサー - 杉山登（テレビ朝日）
- 撮影 - 倉田幸治
- 照明 - 斗沢秀
- 美術 - 大嶋修一
- 録音 - 畑幸太郎
- 編集 - 須永弘志
- 整音 - 曽我薫
- スケジュール - 山口恭平
- 助監督 - 杉原輝昭
- 記録 - 増田実子
- 制作担当 - 板垣隆弘
- ラインプロデューサー - 平原大志
- 絵コンテ - なかの★陽
- 助監督 - 高畑隆史、越知靖、清水賢一、佐山拓弥
- プロデュース補 - 石川啓・髙橋勇樹・沖拓史（東映）、菅野あゆみ（テレビ朝日）
- ワイヤーアクションコーデイネーター - 川澄朋彰、荒川真、川本耕史（アルファスタント）
- XMAコーディネーター - 杉口秀樹
- アクションコーディネーター補 - 渡辺淳（ジャパンアクションエンタープライズ）
- 装甲車デザイン - 大澤克俊（大澤製作所）
- キャラクターデザイン - 田嶋秀樹（石森プロ）、小林大祐・阿部統（PLEX）
- ポワトリンコスチューム デザイン・製作 - 竹田団吾
- クリーチャーデザイン - 麻宮騎亜、丸山浩
- 製作プロダクション - 東映テレビ・プロダクション
- スーパーバイザー - 小野寺章（石森プロ）
- プロデュース - 宇都宮孝明・塚田英明（東映）、本井健吾（テレビ朝日）
- 特撮監督 - 佛田洋
- 「ウィザード&フォーゼ」製作委員会（東映、テレビ朝日、東映ビデオ、アサツー ディ・ケイ、木下工務店、バンダイ）
- 監督・アクション監督 - 坂本浩一
- 配給 - 東映[注釈 1]

## 音楽
主題歌「FOREST OF ROCKS」
作詞 - H.E.DEMON KAKKA / 作曲 - H.E.DEMON KAKKA / 編曲 - AI ISHIGAKI / 歌 - デーモン閣下
挿入歌
「Life is SHOW TIME」
作詞 - 藤林聖子 / 作曲・編曲 - tatsuo / 歌 - 鬼龍院翔 from ゴールデンボンバー
「Switch On!」
作詞 - 藤林聖子 / 作曲・編曲 - tatsuo / 歌 - 土屋アンナ

## 映像ソフト化
2013年5月21日発売。Blu-ray / DVDでリリース。平成仮面ライダーシリーズの劇場版では初めて劇場公開版とディレクターズカット版の同時発売が試みられた。また本作品以降、コレクターズパック（本作品ではパーフェクトパックも含む）の特典ディスクもBlu-ray版ではBlu-rayでの収録となる。
- 仮面ライダー×仮面ライダー ウィザード&フォーゼ MOVIE大戦アルティメイタム 劇場公開版（1枚組）
  - 本編：劇場公開版本編を収録
  - 映像特典
    - TRAILER
- 仮面ライダー×仮面ライダー ウィザード&フォーゼ MOVIE大戦アルティメイタム ディレクターズカット版（1枚組）
  - 本編：約23分の未公開シーン、バトルシーンを追加、本編とエンドロールを独立させるなどの再編集を施した本編を収録
  - 音声特典
    - オーディオコメンタリー（監督・アクション監督：坂本浩一）
- 仮面ライダー×仮面ライダー ウィザード&フォーゼ MOVIE大戦アルティメイタム コレクターズパック（2枚組）
  - ディスク1：『仮面ライダー×仮面ライダー ウィザード&フォーゼ MOVIE大戦アルティメイタム』劇場公開版ディスク
    - 映像特典
      - TRAILER

  - ディスク2：特典ディスク
    - メイキング
    - 完成披露記者会見
    - 完成披露試写会舞台挨拶
    - 公開初日舞台挨拶
    - 大ヒット御礼舞台挨拶
    - TV SPOT
    - DATA FILE
    - POSTER GALLERY
- 仮面ライダー×仮面ライダー ウィザード&フォーゼ MOVIE大戦アルティメイタム パーフェクトパック（3枚組）
  - ディスク1：『仮面ライダー×仮面ライダー ウィザード&フォーゼ MOVIE大戦アルティメイタム』劇場公開版ディスク
    - 映像特典
      - TRAILER

  - ディスク2：『仮面ライダー×仮面ライダー ウィザード&フォーゼ MOVIE大戦アルティメイタム』ディレクターズカット版ディスク
    - 音声特典
      - オーディオコメンタリー（監督・アクション監督：坂本浩一）

  - ディスク3：特典ディスク
    - メイキング
    - 完成披露記者会見
    - 完成披露試写会舞台挨拶
    - 公開初日舞台挨拶
    - 大ヒット御礼舞台挨拶
    - TV SPOT
    - DATA FILE
    - POSTER GALLERY

  - 初回限定特典
    - 解説書
    - 復刻台本
    - ポストカード（2枚）
    - 特製三方背アウターケース

## 評価
丸の内TOEI2他全国298スクリーンで公開され、2012年12月8・9日の初日2日間で興収2億8,163万5,350円・動員24万4,870人を記録し、映画観客動員ランキング（興行通信社調べ）で初登場第1位を獲得した。

## 他媒体展開

### テレビシリーズ
『仮面ライダーウィザード』
本作品でメインとなったテレビシリーズ。
同作品の第29話にて、フォールウィザードリングが登場。
同作品の第52・53話にて、Wやオーズのライダーリングが本作品とは別の設定で登場している。
『仮面ライダージオウ』
EP05に怪人同盟の近藤大太と根津誓夫が登場。

### 他映画
『劇場版 仮面ライダーウィザード in Magic Land』（2013年8月3日公開）
『仮面ライダーウィザード』の単独作品。フォールウィザードリングが登場。
『仮面ライダー×スーパー戦隊×宇宙刑事 スーパーヒーロー大戦Z』（2013年4月27日公開）
仮面ライダーシリーズとスーパー戦隊シリーズのクロスオーバー作品。本作品のサナギマン / イナズマンが登場。
『仮面ライダー平成ジェネレーションズ FINAL ビルド&エグゼイドwithレジェンドライダー』（2017年12月9日公開）
『仮面ライダービルド』と『仮面ライダーエグゼイド』をメインとしたクロスオーバー作品。本作品のフォーゼ編の前日譚。弦太朗が教師という設定など、本作品の設定をふまえている。

### 小説
『小説 仮面ライダーフォーゼ〜天・高・卒・業〜』
『フォーゼ』の小説作品。作中にて本作品の出来事にも触れられている。
『小説 仮面ライダーウィザード』
『ウィザード』の小説作品。タイムウィザードリングが登場。

### ゲーム
『ロストヒーローズ2』
ダウンロードコンテンツ限定でヘラクレス・ゾディアーツが登場。